# Луселия
Луселия (порт. Lucélia)  —  муниципалитет в Бразилии, входит в штат Сан-Паулу. Составная часть мезорегиона Президенти-Пруденти. Входит в экономико-статистический  микрорегион Адамантина. Население составляет 18 681 человек на 2006 год. Занимает площадь 314,455 км². Плотность населения — 59,4 чел./км².
Праздник города —  24 июня.

## История
Город основан в 1944 году.

## Статистика
- Валовой внутренний продукт на 2003 составляет 135.610.690,00 реалов (данные: Бразильский институт географии и статистики).
- Валовой внутренний продукт на душу населения на 2003 составляет 7.324,77 реалов (данные: Бразильский институт географии и статистики).
- Индекс развития человеческого потенциала на 2000 составляет 0,782 (данные: Программа развития ООН).

## География
Климат местности: субтропический. В соответствии с классификацией Кёппена, климат относится к категории Cfa.